# Clark Fork (rivier)
De Clark Fork (voluit Clark Fork of the Columbia River) is een rivier in de Pacific Northwest en een belangrijke zijrivier van de Columbia. De benedenloop van de rivier draagt de naam Pend-d'Oreille River. Naar volume is de Clark Fork de grootste rivier van Montana. De oorspronkelijk naam, Clark's River, werd gegeven tijdens de ontdekking van de rivier door de expeditie van Lewis en Clark.

## Loop

### Butte - Warm Springs
De bovenloop van de rivier draagt de naam Silver Bow Creek. Dit riviertje is zo'n 32 kilometer lang van bron tot bij het plaatsje Warm Springs. Vanaf hier draagt de rivier de naam "Clark Fork". Interstate 90 volgt een groot deel van de boven- en middenloop van de rivier: van Butte tot 100 kilometer ten noordwesten van Missoula (Mineral County). De I-90 volgt daar een directere weg naar het westen naar Spokane, gelegen aan de gelijknamige rivier (net als de Clark Fork een zijrivier van de Columbia).

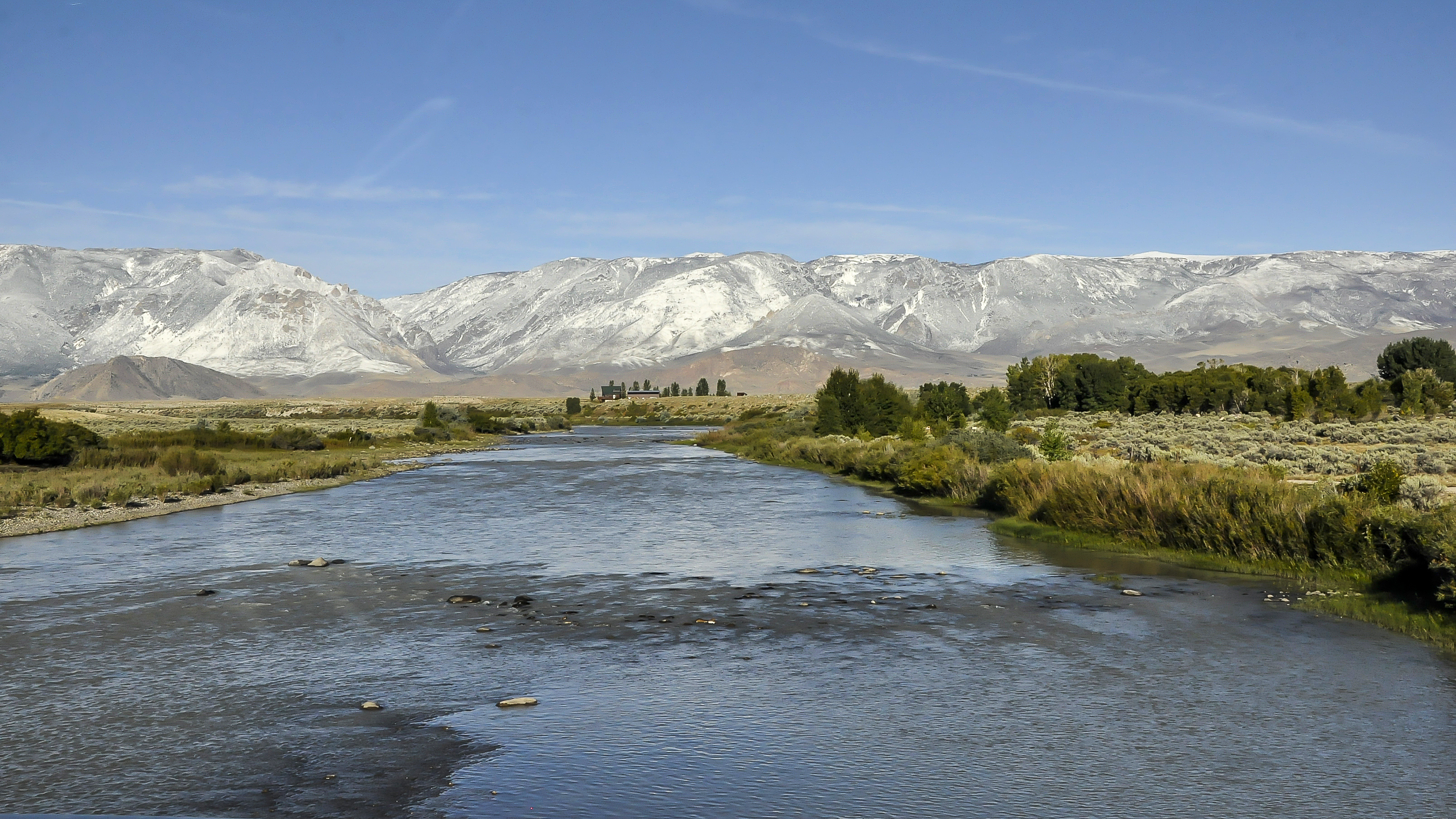
Clark Fork tussen Cody en Belfry met links Bennett Buttes

### Warm Springs - Missoula
De rivier loopt door de Deer Lodge Valley naar het noorden en passeert hierbij de bergketen van de Flint Creek Range (in het westen), waarna de Clark Fork (noord)westwaarts draait. Alvorens Missoula te bereiken stroomt de Clark Fork langs de noordzijde van de Flint Creek Range, John Long Mountains en de Sapphire Mountains.

### Missoula - Lake Pend Oreille
De Clark Fork stroomt vanaf Missoula grofweg naar het noordwesten in een lange vallei die aan de voet ligt van verschillende bergketens. Nabij Missoula stroomt de rivier langs het zuidelijke einde van de Rattlesnake Mountains (ten noorden van Missoula). Vanaf Missoula en de instroom van de Bitterroot Valley stroomt de Clark Fork langs de noordzijde van de noordelijke Bitterroot Mountains. Zo'n 100 kilometer na Missoula, in Mineral County, draait de rivier plots naar het oosten voor zo'n 30 kilometer, waarna de rivier terug naar het noordwesten stroomt. De rivier draait hier linksom het oostelijke uiteinde van de Coeur d'Alene Mountains, een onderdeel van de Bitterroot Range. Verderop stroomt de Clark Fork stroomt tussen de Cabinet Mountains in het noorden en de Coeur d'Alene Mountains in het zuiden. Hierna mondt de rivier in Idaho uit in het Lake Pend Oreille. De lengte van de Clark Fork tot de monding in het Pend Oreille-meer is ongeveer 500 kilometer.

### Pend-d'Oreille River
Het Pend Oreille-meer is een glaciaal meer en zo'n 380 km² groot. Het ligt aan het zuidelijke einde van de Purcell Trench (diepe vallei ten westen van de Purcell Mountains) en werd vernoemd naar de oorspronkelijke bewoners van de regio: de Pend d’Oreilles. De benedenloop van de Clark Fork, vanaf de uitstroom uit het Pend Oreille-meer tot de monding in de Columbia is 209 kilometer lang en draagt doorgaans de naam Pend-d'Oreille River, vernoemd naar het meer (en indirect het volk). De rivier stroomt een ruime 50 kilometer westwaarts, stroomt hierbij de staat Washington binnen en stroomt daarna naar het noorden stroomt. De rivier stroomt doorheen de zuidelijke Selkirk Mountains en stroomt op haar weg naar het noorden Canada binnen. Daarna draait ze opnieuw naar het westen, om op één kilometer van de staatsgrens uit te monden in de Columbia.
Bij de monding van de Clark Fork in de Columbia staat de eerste in voor 43% van het debiet, de bovenloop van de Columbia (met veel water van de Kootenay) voor 57%.
- Library of Congress Control Number: sh87000895
- National Archives and Records Administration: 10042726
- Nationale Bibliotheek van Israël: 987007539021505171
- Virtual International Authority File: 315133092